# Фрімар
Фрімар (нім. Friemar) — громада в Німеччині, розташована в землі Тюрингія. Входить до складу району Гота. Складова частина об'єднання громад Нессеауе.
Площа — 9,37 км2. Населення становить 991 ос. (станом на 31 грудня 2021).